# Spermatozoid

Structura spermatozoidului uman

Spermatozoidul (spermii) este o celula sexuală masculină, cu lungimea de 50-70 μm, alcătuită din cap (lung de 2-3 μm), gât, corp și flagel (coadă). Capul este protejat de o membrană, în interior având un nucleu mare înconjurat de un strat subțire de citoplasmă. Gâtul conține un mare număr de mitocondrii care asigură energia necesară flagelului. Prin mișcarea sa, flagelul comunică spermatozoidului o viteză de 1-3 mm/min.
Flagelul ajută spermatozoidul să se deplaseze spre ovul, spermatozoidul fiind o celulă mobilă.